# Alioranus avanturus
Alioranus avanturus là một loài nhện trong họ Linyphiidae.
Loài này thuộc chi Alioranus. Alioranus avanturus được Andreeva & Tyschchenko miêu tả năm 1970.